# 비르크 루드
비르크 루드(노르웨이어: Birk Ruud, 2000년 4월 2일~)는 노르웨이의 프리스타일 스키 선수로 주 종목은 빅에어, 슬로프스타일, 하프파이프이다. 2022년 동계 올림픽에서 빅에어 종목에서 금메달을 획득하였으며 세계 선수권 대회에서 금메달 2개, 은메달 1개, 동메달 2개를 획득했다.